# Пилатов, Павел Николаевич
Павел Николаевич (Нилович) Пилатов (12 июля 1911, Трескино, Саратовская губерния— ?) — советский деятель образования, кандидат географических наук.
Автор ряда книг и брошюр, в центре его исследовательских интересов — география степного Поволжья.

## Биография
Родился 12 июля 1911 года в селе Трескино (ныне Колышлейского района Пензенской области).
После окончания школы-семилетки Павел Пилатов поступил в Балашовский педагогический техникум, а в 1930 году вернулся на Родину дипломированными специалистом.
Он учил сельских детей географии и обществоведению и включился в процесс коллективизации, собирал авансы на покупку тракторов, выступал в роли агитатора на посевной и уборочной кампаниях.
В 1931—1936 годах учился в Саратовском государственном университете на географическом факультете. Совмещал работу на факультете со службой экономистом и преподавателем политэкономии на рабочем факультете. После того как преподаватели заметили выдающиеся способности молодого преподавателя, с 1936 года начинается его профессиональная научно-педагогическаякарьера на университетской кафедре географии.
[24] июня 1941 года был призван в ряды Красной Армии, служил командиром взвода. Спустя непродолжительное время его назначили преподавателем военной топографии. В этом качестве П.Н. Пилатов проработал в период с 1941 по 1946 годы в 3-м Саратовском танковом училище. В годы Великой Отечественной войны, с сентября по ноябрь 1943 года, был картографом 5-го механизированного корпуса Западного фронта. В ноябре 1943 года офицер Павел Нилович Пилатов защитил кандидатскую диссертацию и был направлен на фронтовую стажировку
В 1946—1951 годах П. Н. Пилатов был деканом факультета естествознания Саратовского педагогического института (ныне Саратовский государственный университет имени Н. Г. Чернышевского). В 1951—1953 годах — заместитель директора по учебной и научной работе, а в 1953—1960 годах директор Саратовского педагогического института.  В декабре 1960 года по приглашению Ярославского обкома КПСС приступил к работе в Ярославскому государственном педагогическом институе.
Затем, в период с 1960 по 1962 работал директором, а  по октябрь 1966 года - ректором этого ВУЗа.
Был награждён орденом Трудового Красного Знамени, а также медалями «За победу над Германией в Великой Отечественной войне 1941—1945 гг.», «За трудовую доблесть», «За доблестный труд» и юбилейными медалями. Удостоен знака «Отличник народного просвещения РСФСР».